# هنري دومون
هنري دومون (بالفرنسية: Henry Du Mont)‏ هو ملحن بلجيكي وفرنسي، ولد في 1610 في Borgloon ‏ في بلجيكا، وتوفي في 8 مايو 1684 في باريس في فرنسا.

## وصلات خارجية
- هنري دومون على موقع ميوزك برينز (الإنجليزية)
- هنري دومون على موقع أول ميوزيك (الإنجليزية)
- هنري دومون على موقع ديسكوغز (الإنجليزية)